# 洪卡拉島
洪卡拉島（英語：Honkala Island）是南極洲的島嶼，位於威爾克斯地，處於伯內特島東南面，長1.4公里，屬於斯溫群島的一部分，根據美國海軍拍攝空中照片繪入地圖，現時由南極條約體系管理。